# Benbulben
Il Benbulben (conosciuto anche come Ben Bulben e Benbulbin, mentre il nome antico in gaelico irlandese è Benn Gulbain) è una particolarissima altura situata nella contea di Sligo, nella Repubblica d'Irlanda. Sebbene sia considerato un monte dai locali e dagli irlandesi per la sua improvvisa altitudine dal mare, è poco più che una collina.
Sovrasta la città di Sligo ed è, con la vicina Knocknarea, spesso il simbolo che ricorda la contea di cui fa parte, intriso di miti, poesia ed arte figurativa.

## Morfologia
Grazie ai suoi 497 metri d'altezza e alla sua posizione su di un territorio pressoché pianeggiante e a ridosso della Donegal Bay è visibile anche da molto lontano, ad esempio dalle Slieve League in Donegal. Facendo un'analisi più vasta, il Benbulben è l'ultimo monte e la parte più settentrionale del ferro di cavallo che formano ad occidente i monti Dartry, percorsi appunto dall'Horseshoe Riding ("Strada del ferro di cavallo")
Ma ciò che lascia affascinati è senz'altro la sua singolare forma: conosciuto infatti anche come Table mountain, è caratterizzato da pendici calcaree molto ripide che a metà percorso verso la vetta diventano pressoché perpendicolari al terreno e con moltissime nervature. 
La sommità non è a punta, ma piatta e abbastanza ampia, oltre che spesso ricoperta di un soffice manto erboso, capace di invogliare non pochi scalatori ad arrivare in vetta per ammirare il panorama.

## Mito e cultura

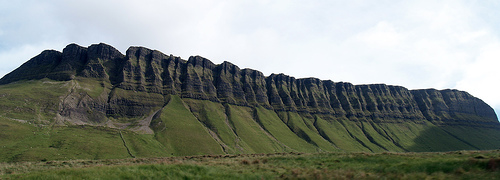
La pendice del Benbulben

Il Benbulben è stato teatro di tanti episodi letterari: scenario della morte di Diarmuid Ua Duibhne nella saga di Fionn Mac Cumhail, ferito a morte da un verro mitologico e lasciato da solo senza cure dal suo generale Fionn, geloso e disperato per il suo amore per Gráinne; ma anche il principale posto ispirativo per il poeta William Butler Yeats insieme a tanti scenari dello Sligo; luogo a cui si era affezionato a tal punto da voler essere seppellito lì in eterno. E infatti tuttora riposa a Drumcliff, ai piedi del monte, dove si può ammirare un monumento celebrativo alla sua memoria.
In Drumcliff churchyard Yeats is laid,

an ancestor was rector there

Long years ago; a church stands near,

By the road and ancient Cross.

No marble, no conventional phrase,

On limestone quarried near the spot

By his command these words are cut:

Cast a cold eye

On life, on death.

Horseman, pass by»
(William Butler Yeats, "Under Ben Bulben", Last Poems, 1939)

## Galleria d'immagini

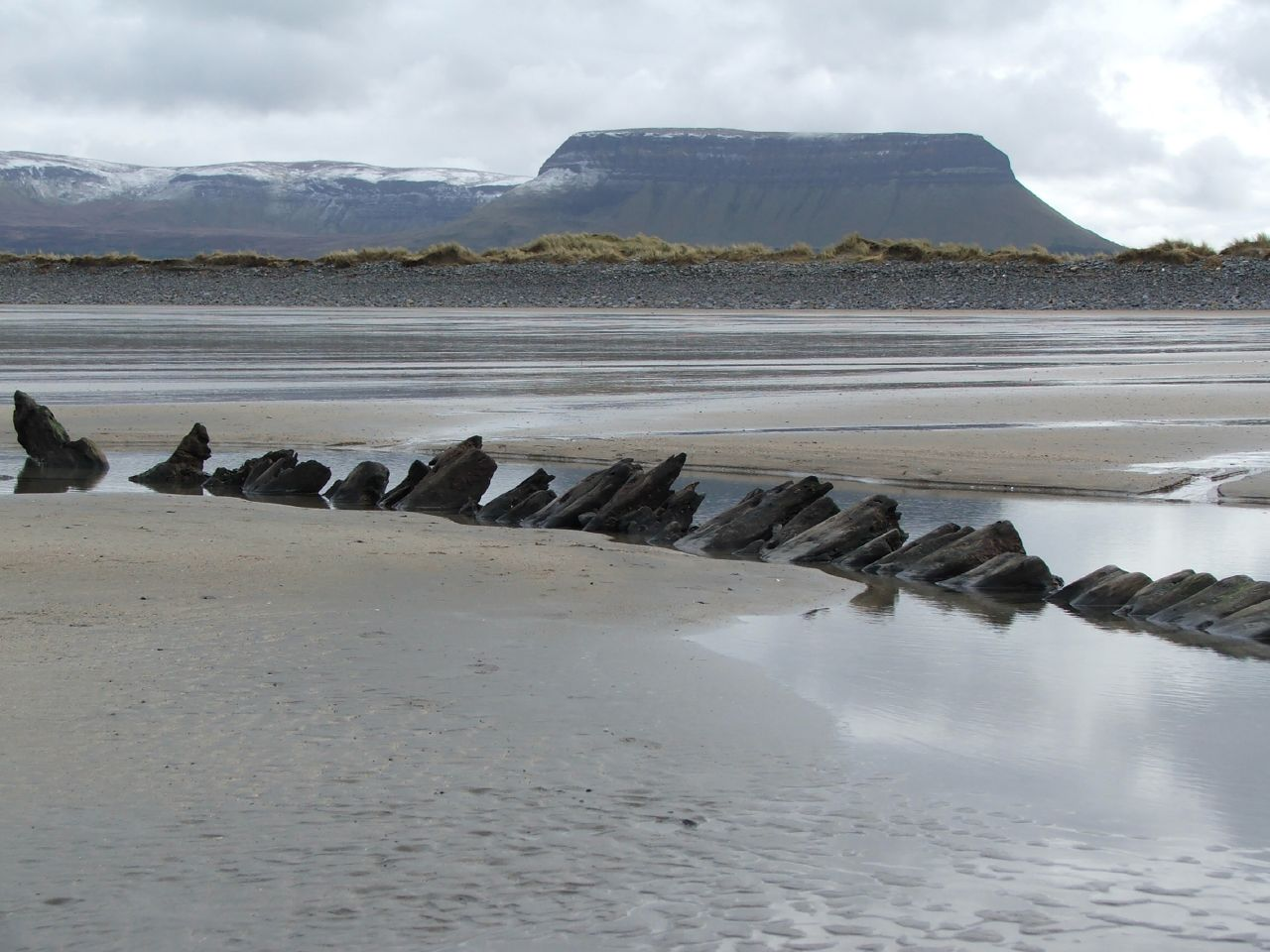
Tardo inverno da Streedagh, punto di un disastro navale della Invincibile Armada
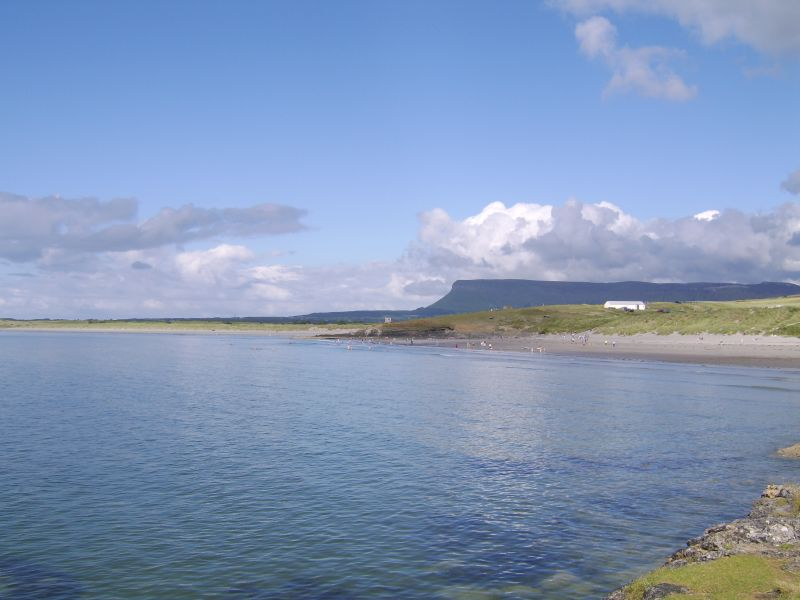
Il Benbulben in un tipico profilo da Rosses Point
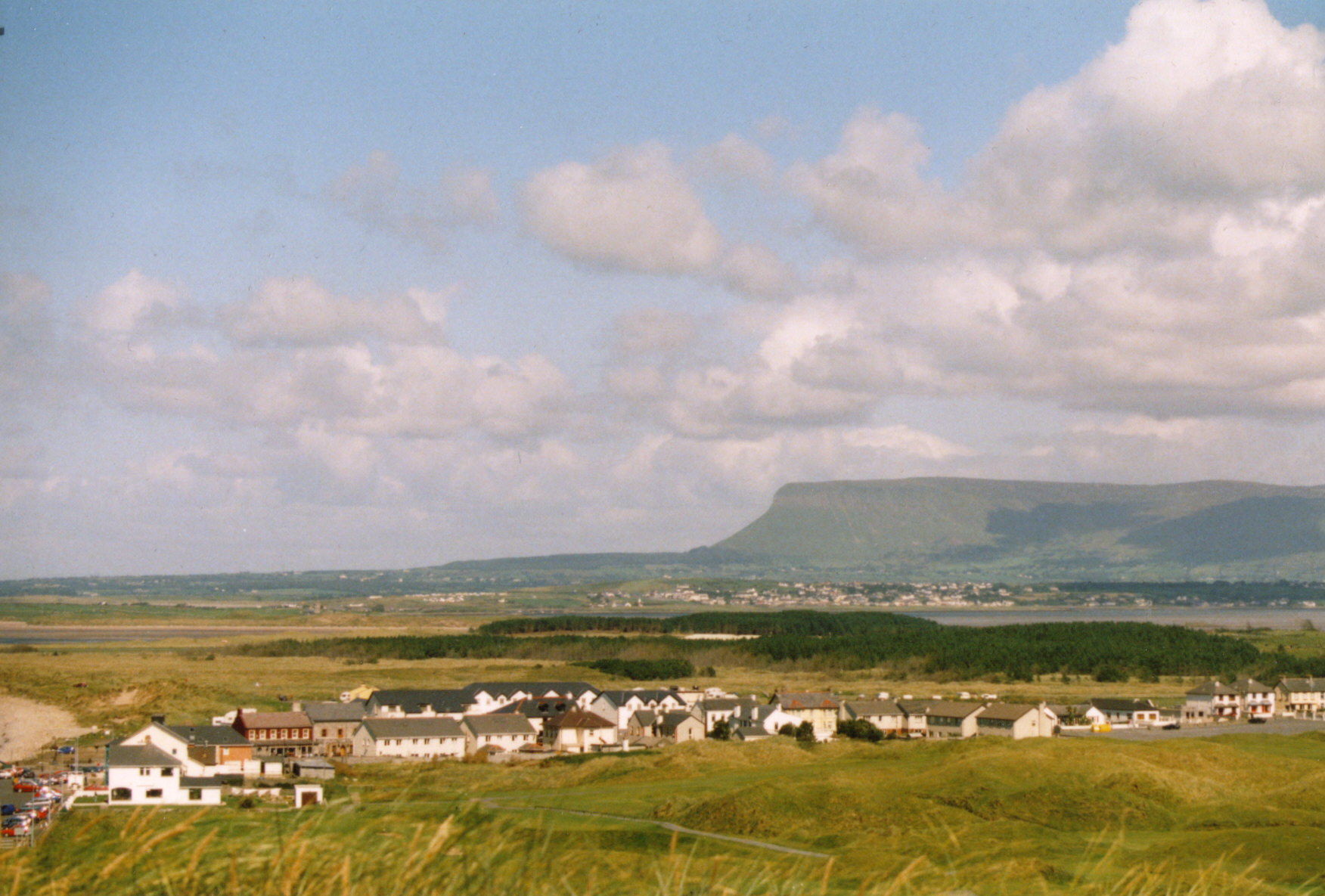
Vista da Strandhill con la bassa marea
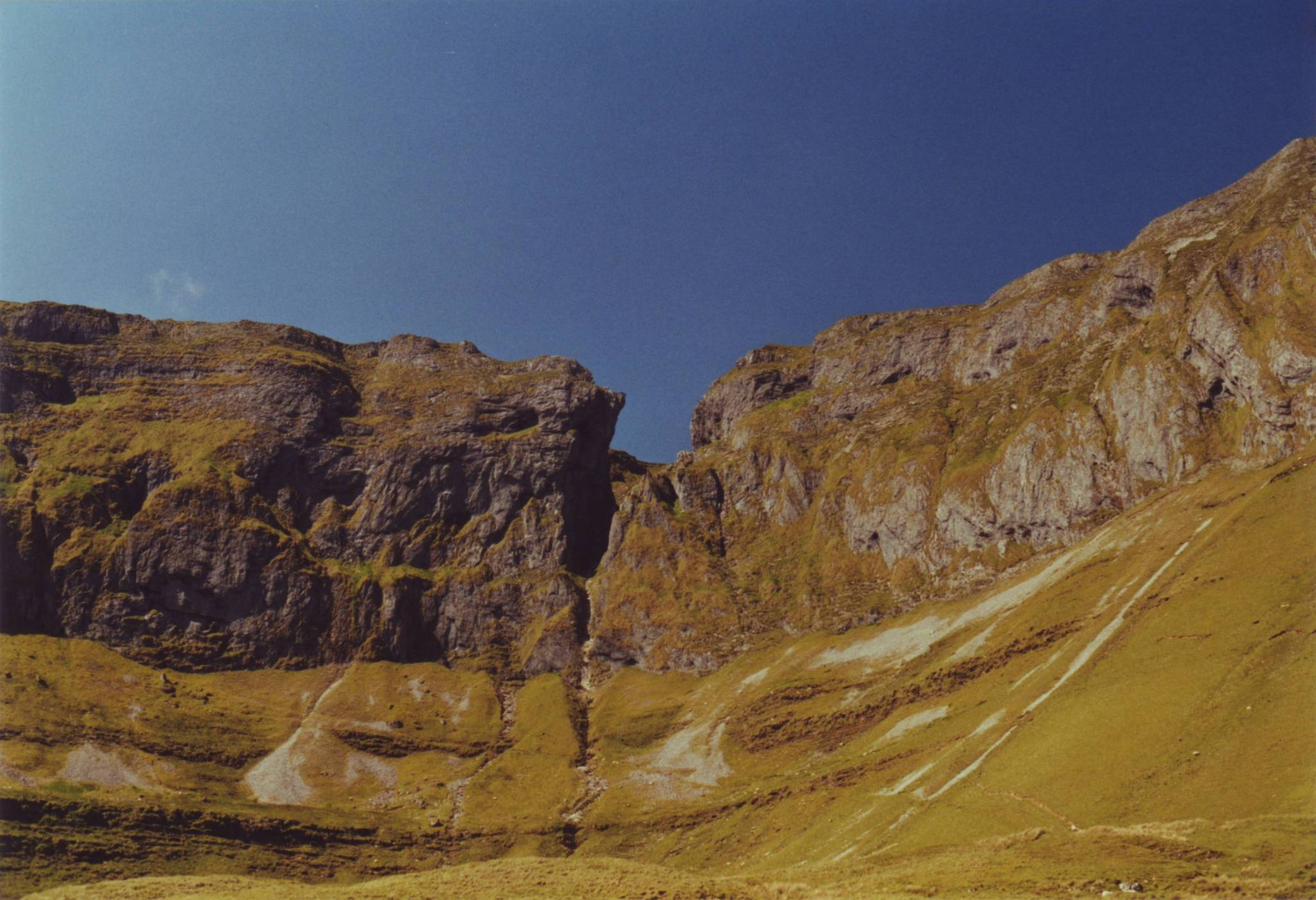
Particolare delle pareti rocciose